# Saljut 2
Saljut 2 (ryska: Салют-2) eller OPS-1, var en rymdstation som sköts upp 4 april 1973. Det var Sovjets andra rymdstation, men den första i Almaz-programmet. Almazprogrammet bestod av ett antal militära rymdstationer.
Den 11 april förlorade Saljut 2 fyra solpaneler och strömmen försvann.
Den 28 maj 1973 återinträdde rymdstationen i jordens atmosfär och brann upp.

### Fotnoter
1. ↑  ”NASA Space Science Data Coordinated Archive” (på engelska). NASA. https://nssdc.gsfc.nasa.gov/nmc/spacecraft/display.action?id=1973-017A. Läst 22 mars 2020.
2. ↑  Manned Astronautics - Figures & Facts Arkiverad 4 mars 2016 hämtat från the Wayback Machine., läst 15 juli 2016.